# Kiichi Inoue
Kiichi Inoue (jap. 井上 喜一 Inoue Kiichi; ur. 24 maja 1932 w Kasai, zm. 16 grudnia 2010 tamże) – był japońskim politykiem Partii Liberalno-Demokratycznej, członkiem Izby Reprezentantów w Sejmie. Absolwent Uniwersytetu Tokijskiego, w 1955 roku wstąpił do Ministerstwa Rolnictwa, Leśnictwa i Rybołówstwa. Po raz pierwszy został wybrany do Izby Reprezentantów w 1986 roku.

## Śmierć
Zmarł 16 grudnia 2010 roku na zapalenie płuc w wieku 78 lat.